# Trichomanes pinnatifidum
Trichomanes pinnatifidum är en hinnbräkenväxtart som beskrevs av V. d. Bosch. Trichomanes pinnatifidum ingår i släktet Trichomanes och familjen Hymenophyllaceae. Inga underarter finns listade.